# Григораш Валерій Григорович
Валерій Григорович Григораш (6 серпня 1965, Черкаси) — український дипломат. Тимчасовий повірений у справах України в Лівані (2022—2024).

## Біографія
Народився 6 серпня 1965 року у місті Черкаси. У 1989 році закінчив Московський Військовий інститут іноземних мов, факультет східних мов — арабська та англійська мови. У 1992 році навчався на курсах перепідготовки та підвищення кваліфікації працівників дипломатичної служби України при Інституті міжнародних відносин Київського державного університету імені Т.Шевченка; У 1997 році на курсах для дипломатів Центральної та Східної Європи при Дипломатичній школі м.Мадрид. У 1998 році закінчив Дипломатичну академію України при МЗС України, диплом з відзнакою «Магістр зовнішньої політики». Володіє іноземними мовами: арабська, англійська мови, іспанською, португальською, російською мовами.
У 1982—1983 рр. — студент Київського Державного педагогічного інституту іноземних мов, факультет іспанської мови.
З 1983 по 1984 рр. — служба в армії.
У 1984—1989 рр. — навчання у Військовому інституті МО СРСР.
У 1987—1988 та 1989—1992 рр. — перекладач-референт у Групах військових радників СРСР в Іраку та Сирії.
З 1992 по 1993 рр. — третій секретар відділу країн Близького і Середнього Сходу та Африки Управління двосторонніх відносин МЗС України.
З 1993 по 1996 рр. — третій, другий секретар з консульських питань Посольства України в АРЄ.
У травні-серпні 1996 р. — перший секретар Управління країн Близького і Середнього Сходу та Азіатсько-тихоокеанського регіону МЗС України.
У 1996—1998 рр. — слухач Дипломатичної академії України при МЗС України.
З 1998 по 2004 рр. — Консул по посаді Генерального консула України в м.Куритиба (Бразилія).
З серпня по грудень 2004 р. — начальник відділу іміджевої політики Управління інформаційної політики МЗС України.
З січня по квітень 2005 р. — заступник начальника Управління інформаційної політики МЗС України.
З травня по серпень 2005 р. — т.в.о. начальника Управління інформаційної політики МЗС України.
З серпня 2005 р. по квітень 2006 р. — генеральний директор СП «Naftogaz Middle East», Абу-Дабі, ОАЕ.
У 2007—2010 рр. — керівник Торговельно-економічної місії у складі Посольства України в Арабської Республіки
Єгипет.
З червня 2010 по жовтень 2011 р. — Тимчасовий повірений у справах України в Арабської Республіки Єгипет.
Консул-керівник консульства України в Сан-Паулу (Бразилія).
У 2022—2024 роках — тимчасовий повірений у справах України в Лівані.

## Нагороди та відзнаки
- орден «Пінєйро-Великий хрест» штату Парана (Бразилія)
- медаль «СімонБолівар» Міжнародної палати соціально-економічного розвитку Латинської Америки.